# Hongcun
Hongcun (in cinese: 宏村, pinyin: Hóngcūn) è un villaggio che si trova nella provincia di Anhui, in Cina, vicino alle pendici meridionali dei monti Huangshan.
Il villaggio è disposto a formare la figura di un bue: una vicina collina (la Leigang) è interpretata come la testa, mentre due alberi che vi si trovano sopra sarebbero le corna; quattro ponti che attraversano il torrente Jiyin possono essere visti come le zampe e le case del villaggio formano il corpo dell'animale.
Il villaggio è meta di un notevole afflusso turistico grazie all'architettura e alle sculture che ornano le circa 150 abitazioni risalenti alle dinastie Ming e Qing.
Nel 2000 il villaggio di Hongcun è stato inserito nell'elenco dei Patrimoni dell'umanità dell'UNESCO, insieme all'altro villaggio di Xidi. Qui venne anche girato il film La tigre e il dragone, fatto che ha causato un aumento esponenziale del turismo.